# Битва на Стугне
Би́тва на Сту́гне — битва, произошедшая 26 мая 1093 года на правом берегу реки Стугна между войском русских князей и половцами.

## Предыстория
Масштабное половецкое вторжение на Русь началось ещё в 1092 году, во время болезни великого князя Киевского Всеволода Ярославича. Узнав о его смерти в 1093 году, половцы прислали послов в Киев с предложением о мире (как правило, это подразумевало уход половцев при условии получения богатых даров), но послы были захвачены новым киевским князем Святополком Изяславичем без совета с боярами.
Половцы осадили Торческ. Летопись приписывает Святополку план вступить в бой с 700 отроками и возражение старшей дружины, что для этого не хватит и 8-тысячного войска. Тогда Святополк позвал своих двоюродных братьев Владимира Всеволодовича Мономаха Черниговского и Ростислава Всеволодовича Переяславского.

## Ход сражения
Войска пришли к Треполю, где состоялся совет. Владимир предлагал не переходить реку, но верх одержали киевляне, выступавшие за обострение конфликта.
Несмотря на то что князья расположили свои главные силы на флангах (Святополк на правом, Владимир на левом, Ростислав встал в центре), половцам удалось, благодаря большей манёвренности, изменять в ходе битвы направление главного удара таким образом, что сначала было нанесено поражение киевлянам, затем черниговцам, русское войско оказалось под угрозой окружения, было прижато к реке и было вынуждено форсировать её под натиском противника. Во время переправы утонул Ростислав Переяславский. Та же участь едва не постигла и Мономаха, который пытался спасти своего брата. Русские дружины потерпели поражение, многие были пленены и проданы в рабство. Святополк бежал к Треполю и в ту же ночь ускакал в Киев.

## Последствия
Часть половцев принялась разорять земли, а часть приступила к осаде Торческа. Защитники Торческа прислали к Святополку с просьбой о помощи, и киевское войско вторично вышло на битву с половцами, но потерпело 23 июля жестокое поражение вблизи Киева на реке Желяни. Летопись говорит о гибели двух третей киевлян в этой битве, а также что число мёртвых превосходило потери на Стугне. После победы половцы вернулись к Торческу; защитники города, изнемогшие от долгой осады, сдались и были уведены в плен, а город был сожжён.
«Поучение Владимира Мономаха» упоминает ещё одно сражение с половцами с участием Владимира Мономаха, не упомянутое летописью и предшествовавшее заключению мира — у Халепа на правом берегу Днепра примерно в 40 км южнее Киева, во владениях Святополка. После этого Святополк заключил мир с половецким ханом Тугорканом, женившись на его дочери (1094).